# 维兰特罗
维兰特罗（INN/USAN：vilanterol）是一种超长效β2肾上腺素受体激动剂（ultra-LABA），于2013年5月被葛兰素史克批准与糠酸氟替卡松联用，商品名为Breo Ellipta，用于治疗慢性阻塞性肺疾病（COPD）。该复方药还被加拿大、欧洲、日本和新西兰批准用于治疗哮喘。
维兰特罗可与以下药物联用：
- 吸入皮质类固醇，糠酸氟替卡松—糠酸氟替卡松/维兰特罗（商品名Breo Ellipta（美、新西兰)、Relvar Ellipta（欧、俄、日））
- 毒蕈碱拮抗剂，乌美溴铵—乌美溴铵/维兰特罗（商品名Anoro Ellipta）
- 糠酸氟替卡松和乌美溴铵—糠酸氟替卡松/乌美溴铵/维兰特罗（商品名Trelegy Ellipta）